# Netzwerk für Demokratie und Courage
Das Netzwerk für Demokratie und Courage (NDC) ist ein bundesweites Netzwerk, das von jungen Menschen getragen wird und sich für Demokratieförderung und gegen menschenverachtendes Denken engagiert.

## Überblick
Das Hauptaufgabenfeld des NDC ist die Ausbildung von jungen Menschen als Multiplikator_innen und die Durchführung von Projekttagen, Seminaren, Fortbildungen und Beratung an Schulen, Berufsschulen, Bildungseinrichtungen sowie für viele andere Gruppen. Das NDC besteht seit 1999 und ist in zwölf Bundesländern sowie in Frankreich und Österreich aktiv.

## Geschichte

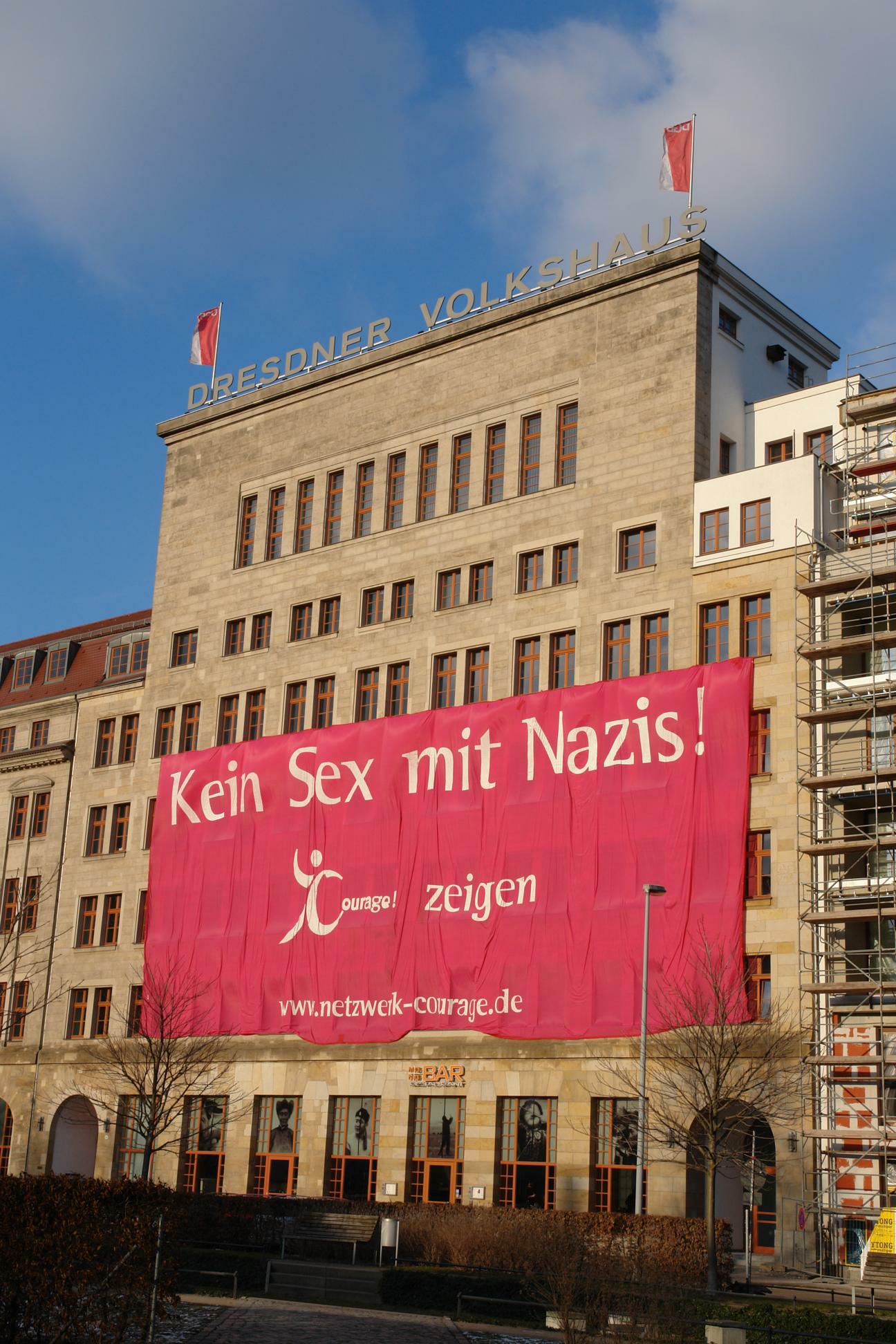
Banner "Kein Sex mit Nazis!" am Gewerkschaftshaus Dresden (Februar 2011)

Verwirklicht wurde das Projekt zuerst im Semperkreis als lockerer Zusammenschluss verschiedener Jugendorganisationen in Sachsen. Dazu zählten die DGB-Jugend, die Junge Linke.PDS, die Jusos, SJD – Die Falken, die Grüne Jugend sowie die Naturfreundejugend. Daneben beteiligten sich von Beginn an zahlreiche Einzelpersonen.
Seit 1. Februar 1999 gibt es die Projekttage "Für Demokratie Courage zeigen", die das Hauptbildungsangebot des NDC darstellen. In einem ersten Seminar erarbeiteten 30 interessierte junge Leute drei unterschiedliche antirassistische Projekttage. Während der ersten Testphase im April 1999 wurden 55 Projekttage an verschiedenen sächsischen Schulen durchgeführt und erprobt. Mittlerweile sind viele weitere Partner und Bildungskonzepte dazu gekommen. Das Konzept des NDC hat sich in Baden-Württemberg, Berlin, Brandenburg, Hessen, Mecklenburg-Vorpommern, Nordrhein-Westfalen, Rheinland-Pfalz, Saarland, Sachsen-Anhalt, Sachsen, Schleswig-Holstein und Thüringen etabliert.
Seit 2025 sind Inken Renner und Ralf Hron als Vorstandsvorsitzende des Netzwerks für Demokratie und Courage e.V. Die ehemalige Bundestagsabgeordnete Susann Rüthrich (SPD) sowie der Geschäftsführer der Amadeu Antonio Stiftung Timo Rheinfrank wurden als stellvertretende Vorsitzende gewählt.

## Ziele
Das Netzwerk für Demokratie und Courage möchte den Aufbau zivilgesellschaftlicher Strukturen und demokratischer Kultur fördern und stärken. Mit seinen Bildungskonzepten verfolgt es folgende Ziele:
- Informationen vermitteln und zum Nachdenken anregen
- Menschen Mut machen, sich zu äußern
- Solidarität fördern mit Menschen, die Diskriminierung erfahren
- klar gegen menschenverachtende Meinungen auftreten
- zu couragiertem Handeln im Alltag motivieren[3]

### Arbeitsweise
Junge freiwillig engagierte Multiplikatoren, die sogenannten Teamende, erhalten eine einwöchige methodisch-didaktische und inhaltliche Ausbildung (Teamschulung) beim NDC. Anschließend können sie Projekttage in Schulen, Ausbildungseinrichtungen und Jugendeinrichtungen durchführen. Bis Ende 2024 wurden 5.446 jugendlichen Multiplikatoren der Inhalt der Projekttage, Kenntnisse in Methodik und Moderation und das gemeinsame Grundverständnis vermittelt. Die freiwillig engagierten Teamenden sind Lernende von inhaltlichen, methodischen und psychosozialen Prozessen in der politischen Bildungsarbeit und bringen gleichzeitig ihre unterschiedlichen Erfahrungen in das Projekt ein. Sie können sich innerhalb des NDC weiterbilden: sich zu weiteren Konzepten schulen, sowie zu Trainern, Argumentations- und Handlungstrainern sowie Beratern ausbilden lassen.
Die Qualitätsstandards beruhen auf Kenntnissen der Erziehungswissenschaft, der Sozialpädagogik und der Psychologie und den didaktisch-methodischen Fähigkeiten der Beteiligten. Regelmäßige Reflexion sowie inhaltliche und methodische Weiterbildung sind grundsätzliche Arbeitsweisen. Von Beginn an wurde der Evaluation der Konzepte eine hohe Bedeutung beigemessen. Auf Grundlage der systematischen Eigenevaluation jedes durchgeführten Projekttags werden die Konzepte regelmäßig aktualisiert und überarbeitet. Die Qualität und nachhaltige Wirkung der Bildungsarbeit des NDC wird in externen Gutachten positiv bestätigt. Alle Arbeitsweisen des bundesweiten Netzwerks sind in den sogenannten Qualitätskriterien festgeschrieben.
Bis 2013 setzte das Netzwerk im Kampf gegen den Neonazismus wiederholt ein pinkfarbenes Banner mit der Aufschrift „Kein Sex mit Nazis! – Courage zeigen!“ ein. Dieses Banner zierte verschiedene Gebäude zu verschiedenen Aktionen deutschlandweit. Es wurde immer dort aufgespannt, wo Neonazis und/oder ihre Mitläufer ersuchten, öffentlich für eine menschenverachtende Sache zu werben. Aber auch bei Demonstrationen und größeren Veranstaltungen wurde das pinkfarbene Banner genutzt, um mit den Menschen vor Ort ins Gespräch zu kommen und über vorhandene Ausgrenzungen oder Abwertungsmechanismen vor Ort zu diskutieren.

### Projekttage
Die Projekttage werden in allen Schultypen teilweise ab der 1. Klasse, in den meisten Bundesländern ab der 8. Klasse, sowie in Ausbildungseinrichtungen und Jugendeinrichtungen durchgeführt. Es werden zusammen mit den Jugendlichen verschiedene Aspekte von Demokratie, Konflikten, Diskriminierung, Rassismus, Klassismus, Antisemitismus, Sexismus, Queerfeindlichkeit, anderen menschenverachtenden Einstellungen und Neonazismus beleuchtet. Es werden Widersprüche aufgezeigt und zum Nachdenken angeregt, um gängigen Stereotypen entgegenzutreten und zu Mitbestimmung und Courage zu motivieren. Statt abstrakter Wissensvermittlung setzen die Projekttage auf praktische Beteiligung. So ist die Methodik der Projekttage darauf angelegt, die Lebenswelt der Jugendlichen mit einzubeziehen. Die Konzepte dauern sechs Schulstunden und lassen sich so leicht in den Schulalltag integrieren. Seit Bestehen des Netzwerks wurden bundesweit in mehr als 27.546 durchgeführten Projekttagen über 597.749 Schüler erreicht (Stand: 31. Dezember 2024).

### Fortbildungen und Beratungen
Neben der Projekttage für Jugendliche kamen zum Angebot des NDC im Laufe der Jahre Erwachsenenbildung und Beratung hinzu. Die Fortbildungen und das Beratungsangebot richten sich an alle Akteure in Schulen, Unternehmen Vereinen und Verbänden. Die Fortbildungen eröffnen Erwachsenen Kommunikationsräume mit Fokus auf fachlichen Austausch, zielführende theoretische Inputs, Zeit für Reflexion und dem Treffen von Verabredungen für zukünftiges Handeln. Außerdem berät das NDC bei der Bearbeitung von demokratiefeindlichen Vorfällen und bei der Implementierung eines wirksamen Diskriminierungsschutzes.

### Kompetenzen des NDC
Die Projekttage werden flächendeckend an den verschiedensten Bildungseinrichtungen durchgeführt. Dadurch entsteht ein Wissenspool über die Realität an (Berufs-)Schulen. Der Ansatz Jugend für Jugend ist ein wichtiger Bestandteil der NDC-Bildungsarbeit, ebenso wie die Arbeit in gemischtgeschlechtlichen Teams mit abwechslungsreichen interaktiven Methoden. Durch diese Elemente gelingt es in den Projekttagen an den Lebenswelten der teilnehmenden Jugendlichen anzusetzen und deren Bereitschaft zur Auseinandersetzung mit den Themen der Projekttage zu verstärken. Durch die beteiligungsorientierte Arbeit des NDC werden soziale Kompetenzen wie Empathiefähigkeit gefördert und Demokratie soll mit neuen Themen und Methoden zum greifbaren Erlebnis werden.
Mit Projekttagen, Fortbildungen und Beratungen versucht das Netzwerk für Demokratie und Courage den Mut zum Antirassismus in einer von rechten Gedanken beeinflussten Alltagskultur zu bestärken. Das Ziel ist Zivilcourage bei jeder und jedem Einzelnen herauszufordern und Gegenkulturen zu menschenverachtendem und diskriminierendem Denken und Handeln zu unterstützen. Das Netzwerk ist eine gemeinsame Handlungsplattform. Es bündelt viele Menschen und Organisationen und deren vielfältiges Know-how, Ideen und Erfahrungen als das Potential und die Kompetenz des NDC. Synergieeffekte entstehen durch intensive Zusammenarbeit.

## Auszeichnungen[8]
- 2001: 2. Preis der Otto-Brenner-Stiftung für mutiges Verhalten, vorbildliches Engagement und Standhaftigkeit in der Auseinandersetzung mit Rassismus.
- 2001: Anlässlich der Verleihung des Walter-Mertineit-Preises zeichnete die Deutsche UNESCO-Kommission das NDC für seine beispielhafte Initiative zur Förderung von Demokratie, Toleranz und Weltoffenheit in der außerschulischen Jugendarbeit mit einer besonderen Anerkennung aus.
- 2003: Willi-Bleicher-Preis der IG Metall Baden-Württemberg für das demokratische Engagement des NDC in Mannheim
- 2005: Das sächsische Kultusministerium zeichnete die Teamer-Qualifizierung des NDC mit dem Innovationspreis Weiterbildung 2005 aus.
- 2005: Heinz-Westphal-Preis des Bundesjugendringes
- 2007: Verleihung des „Ehrensache“-Preis durch das Land Rheinland-Pfalz und dem SWR-Fernsehen an das NDC in Rheinland-Pfalz
- 2007: Träger der Bundesaktion "Bürger initiieren Nachhaltigkeit" des Bundesministeriums für Bildung und Forschung
- 2009: Das NDC in Thüringen erhält den Preis "Aktiv für Demokratie und Toleranz 2009" des Bündnis für Demokratie und Toleranz für sein Engagement in Thüringen.
- 2010: Auszeichnung der Landesnetzstellen Sachsen und Saarland mit dem Preis "Aktiv für Demokratie und Toleranz 2010" für die Projekte mit Ausbildungseinrichtungen und Sportvereinen
- 2011: Auszeichnung des Kassandra-Projekts des NDC e.V. im Wettbewerb „Aktiv für Demokratie und Toleranz 2011“. Der Beirat des Bündnisses für Demokratie und Toleranz (BfDT) stufte das Projekt als vorbildlich ein und würdigte es mit einem Preisgeld.
- 2012: Das Bundesministerium für Bildung und Forschung und die Vodafone Stiftung Deutschland zeichneten das NDC-Projekt „Für Demokratie Courage zeigen“ im Rahmen des bundesweiten Wettbewerbs „Ideen für die Bildungsrepublik“ aus.
- 2012: Das NDC in Rheinland-Pfalz erhält den "Preis für ein vorbildliches interkulturelles Miteinander" des Landes Rheinland-Pfalz.
- 2013: Auszeichnung für das NDC mit dem Preis "Gesicht zeigen!" der Stadt Darmstadt. Ausgezeichnet wurde die Präventionsarbeit mit "hohem inhaltlichen Niveau".
- 2013: Der Netzwerk für Demokratie und Courage Saar e.V. ist einer von sechs Preisträgern des Förderpreises Ehrenamt 2013. Das NDC erhielt den Preis in der Kategorie "Engagierte Jugend".
- 2014: Der Netzwerk für Demokratie und Courage Saar e.V. erhält die Georg-Bernard-Plakette des IG Metall-Bezirks Mitte.
- 2015: Das NDC erhält den Gustav-Heinemann-Bürgerpreis 2015 der SPD.
- 2016: Das NDC in Sachsen erhält beim Sächsischen Förderpreis für Demokratie 2016 einen Anerkennungspreis für das Projekt „In Guter Gesellschaft“.
- 2019: Das NDC erhält die Buber-Rosenzweig-Medaille des Deutschen Koordinierungsrats der Gesellschaften für Christlich-Jüdische Zusammenarbeit, im Rahmen der Woche der Brüderlichkeit in Nürnberg.
- 2021: Das von der NDC Bundesgeschäftsstelle initiierte Projekt „Diskriminierung in die Augen schauen!“ der IELEV Schule Istanbul ist eines von vier Preisträgerprojekten des Wettbewerbs von „Erinnern für die Gegenwart“ der Zentralstelle für das Auslandsschulwesen (Bundesverwaltungsamt).
- 2021: Das NDC in Baden-Württemberg wird beim bundesweiten Wettbewerb „Aktiv für Demokratie und Toleranz 2021“ vom Bündnis für Demokratie und Toleranz gegen Extremismus und Gewalt ausgezeichnet.
- 2024: Das NDC in Berlin-Brandenburg erhält den zweiten Platz beim Kristina-Hahn-Preis der Systemischen Gesellschaft für das Projekt Schulberatung in Brandenburg.
- 2024: Das NDC in Rheinland-Pfalz bekommt den Kinderschutzpreis des Kinderschutzbunds Rheinland-Pfalz verliehen.